# (3099) Hergenrother
(3099) Hergenrother es un asteroide perteneciente al cinturón de asteroides, descubierto el 3 de abril de 1940 por Yrjö Väisälä desde el Observatorio de Iso-Heikkilä, en Turku, Finlandia.

## Designación y nombre
Designado provisionalmente como 1940 GF. Fue nombrado Hergenrother en honor al  astrónomo estadounidense Carl W. Hergenröthe.